# Giovanni Frattini

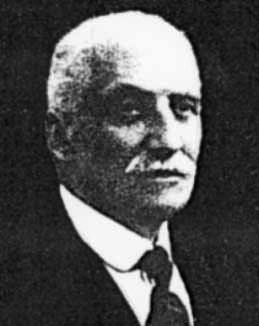
Giovanni Frattini

Giovanni Frattini (Rome, 8 januari 1852 - aldaar, 21 juli 1925) was een Italiaanse wiskundige, die bekendstaat voor zijn bijdragen aan de groepentheorie.
In 1869 begon hij zijn studies aan de Universiteit van Rome, waar hij wiskunde studeerde met Giuseppe Battaglini, Eugenio Beltrami, en Luigi Cremona. In 1875 promoveerde hij tot doctor in de wiskunde.
In 1885 publiceerde hij een artikel, waar hij een bepaalde deelgroep van een eindige groep definieerde. Deze deelgroep, nu bekend als de Frattini-deelgroep, is de deelgroep Φ(G), die gegenereerd wordt door alle niet-generatoren van de groep G. Frattini toonde aan dat Φ(G) nilpotent en daarbij ontwikkelde hij een bewijsmethode, die vandaag de dag bekendstaat als het argument van Frattini.